# Dziennik Gazeta Prawna
Dziennik Gazeta Prawna ist eine überregionale polnische Tageszeitung. Die Erstausgabe erschien am 14. September 2009.
Der Titel entstand aus einer Zusammenlegung der vom Axel-Springer-Verlag seit dem Jahr 2006 verlegten Tageszeitung Dziennik (eigentlich: Dziennik Polska-Europa-Świat) und der seit 1994 herausgegebenen Gazeta Prawna der polnischen Infor-Verlagsgruppe. An dem Joint-Venture hielt der Axel-Springer-Verlag 49 % der Anteile, die Mehrheit lagen bei Infor. Im März 2018 übernahm Infor die Anteile des Partners, seitdem gehört der herausgebende Verlag (Infor Biznes) zu 100 % der Infor-Holding (Infor PL S.A.).

## Chefredakteure
- Michał Kobosko (vom 14. September 2009 bis 28. Februar 2010)
- Tomasz Wróblewski (vom 1. März 2010 bis 6. Oktober 2011)
- Jadwiga Sztabińska (vom 28. Oktober 2011 bis 31. Mai 2016)
- Krzysztof Jedlak (ab 1. Juni 2016)